# Forkastningszone
|  | Sammenskrivningsforslag Artiklerne Pladetektonik, Forkastningszone er foreslået sammenskrevet. (Siden januar 2020) Diskutér forslaget |

En forkastning er en brudzone i jordskorpen og de dybeste forkastninger deler Jorden i sektioner af tektoniske plader. Disse går ned gennem Jordens skorpe og øverste kappe. Pga. gnidninger mellem pladerne vil der opstå jordskælv på disse områder og jordskælvenes epicentre samler sig i linjer, der kaldes forkastningszoner.
Den største forkastningszone i Danmark er Sorgenfrei-Tornquist-zonen. Den starter i Skagerrak og går nord-syd ned igennem Kattegat, under Anholt, vest om Kullen under Esrum Sø og ud i Nivåbugten og igennem Øresund mod sydøst igennem Skåne, ved Barsebäck, og vest om Bornholm parallelt med øens vestkyst .

## Forkastningstyper
Kontinenter og oceaner hviler på pladerne, bevægelserne kan medføre sammenstød eller adskillelse pladerne imellem. Jordskælv er et sikkert resultat af bevægelserne, men i visse tilfælde kan der også opstå vulkansk aktivitet.
Konstruktive pladegrænser
Hvor ny oceanbund dannes, kaldes også spredningszoner fx Midtatlantiske ryg.
- Great Rift Valley, det Røde Hav og Adenbugten, mindre jordskælv
- Der kommer magma op fra asthenosfæren

Destruktive pladegrænser
Hvor plader støder sammen, kaldes også kollisionszoner har 3 undertyper
- Kontinentalplader kan støde direkte sammen og rejse sig på højkant. Pladerandene folder sig sammen som en harmonika og presses i vejret som foldebjerge. På den måde er eksempelvis Himalaya og Alperne dannet.
- Når en oceanbundsplade møder en kontinentalplade, vil oceanbundspladen glide ned under kontinentalpladen og presse dennes rand i vejret i en bjergkæde. På den måde er Andesbjergene og Rocky Mountains dannet.
- Når oceanbundsplader støder sammen, vil den ene glide ned under den anden. Herved vil der ofte dannes en dybhavsgrav med en vulkansk øbue. Det sker, hvis den underliggende plade afgiver så meget vand, at smeltepunktet i den overliggende plade sænkes tilstrækkeligt. Materiale fra den overliggende plade vil da stige op i smeltet form og danne vulkaner, der efterhånden bliver til øer. På den måde er Filippinergraven og Filippinerne dannet.

Transforme pladegrænser
Hvor plader bevæger sig forbi hinanden. Pladerne mases ikke sammen og glider ikke ned under hinanden, men der kan udløses meget voldsomme jordskælv.
Stillehavspladen støder op til den Nordamerikanske Plade og bevæger sig henholdsvis mod nord og syd med en hastighed på 3 cm om året. San Andreas-forkastningen langs Californiens kyst er et tydeligt eksempel på en sådan transform forkastning.